# Henryk VIII (sztuka)

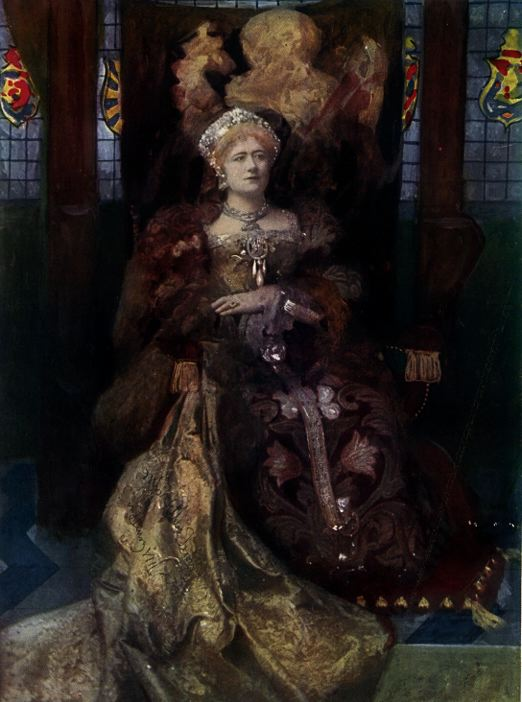
Ellen Terry jako Katarzyna Aragońska w Henryku VIII

Henryk VIII (ang. The Famous History of the Life of King Henry the Eighth) – kronika, napisana przez Williama Shakespeare’a przed 1603 rokiem. Opisuje losy króla Henryka VIII. Ze względu na jej styl, uważa się, że współautorem był John Fletcher. Wystrzał z działa, użyty w tej sztuce w 29 czerwca 1613 roku jako efekt specjalny doprowadził do spłonięcia Globe Theatre. 
Sztuka ta opisuje stosunki pomiędzy Henrykiem VIII, Anną Boleyn, Katarzyną Aragońską i kardynałem Thomasem Wolseyem. 
Prawdopodobnie po raz pierwszy ukazała się na scenie w 1613 roku, gdyż w opisach pożaru Globe Theatre użyto sformułowania, iż stało się to podczas sztuki inscenizowanej zaledwie kilka razy. Została opublikowana w Pierwszym Folio w 1623 roku.